# داربست (تشكدان)
داربست (بالفارسية: داربست) هي قرية تقع في إيران في قسم تشکدان الريفي. يقدر عدد سكانها بـ 270 نسمة بحسب إحصاء 2016.